# Unione Sportiva Palmese
L'Unione Sportiva Palmese 1912 A.S.D., meglio conosciuta come Palmese, è una società calcistica con sede nella città di Palmi. Milita in Eccellenza, il secondo livello dilettantistico e quinto complessivo del campionato italiano di calcio.
La società fondata nel 1912, i cui colori sociali sono il nero e il verde, è una delle più antiche compagini del panorama calcistico della Calabria, e in passato ha militato anche nei campionati antesignani dell'odierna Serie C disputando, nella stagione 1934-1935 il girone finale per l'accesso alla Serie B, massimo traguardo nella storia della società. La Palmese è poi stata iscritta a due campionati professionistici di terza serie, e ha partecipato alla Coppa Italia 1938-1939.
Nel palmarès della Palmese vi sono vari campionati regionali e la conquista di una Coppa Italia Dilettanti Calabria (1997-1998), e due Supercoppe Calabria (2008 e 2015).
Nel 2025 la società è protagonista dell'omonimo film commedia cinematografico U.S. Palmese, diretto dai Manetti Bros. e prodotto da Momprecem con la partecipazione di Rai Cinema e Calabria Film Commission,

## Storia

### Gli anni dieci
Il 1912 è l'anno in cui viene ufficialmente fondata l'Unione Sportiva Palmese, anche se i primi documenti rimandano al periodo fra gli anni 1918 e 1919. Il primo incontro ufficiale contro la Messinese fu il 1º ottobre 1920. Fino agli inizi degli anni 1930 disputò solo incontri amichevoli e campionati locali.

### Gli anni venti
Nel 1927 l'Unione Sportiva Palmese si affilia al Direttorio Regionale per la Calabria e la Basilicata. Difatti la squadra nero-verde è sull'elenco delle società affiliate al direttorio con la seguente denominazione: "Palmi C. - U.S. Palmese".

### Gli anni trenta
Stadio del Littorio di Palmi, 2 gennaio:  Palmese -  Roma 1-2
Palmese: Monteleone; Buonocore, Rescigno; Jeraci, Martinoli, Di Maio (Colausig); Borla, Bonacciosi, Ranieri, Sterzi, Surra.
Roma: Masetti; Pasolini, Bodini; Ferraris IV, Celestini, Fusco; Scopelli, Vanzo, Banchero, Tomasi, Guaita.
Marcatori: 5' Ranieri (P), 38' Vanzo, 65' Scopelli.
Stadio del Littorio di Palmi, 31 gennaio:  Palmese -  Fiorentina 0-3
Palmese: Monteleone; Buonocore, Rescigno; Jeraci, Martinoli, Di Maio; Colausig, Bonacciosi, Borla, Ranieri, Surra.
Fiorentina: Ballante; Vignolini, Magli; Marchini, Morselli, Fidomanzo; Prendato, Perazzolo, Viani, Nekadoma, Biagini.
Marcatori: 17' Biagini, 35' Viani, 55' Prendato.
Nel campionato 1932-1933 la Palmese, grazie allo realizzazione di uno stadio cittadino, partecipò al primo campionato ufficiale della sua storia, la Seconda Divisione, massimo campionato regionale di quel periodo, vincendo il torneo ed ottenendo la qualificazione alla Prima Divisione 1933-1934, III livello del campionato italiano di calcio a carattere nazionale. In quella stagione la società calabrese disputò, il 29 dicembre, un'amichevole internazionale ospitando a Palmi la squadra ungherese del Bocskay Sport Club di Debrecen. La squadra era formata quasi esclusivamente da giovani palmesi ed un giornale locale del tempo riportò di come la popolazione locale facesse sacrifici di carattere economico, pur di sostenere il club nelle spese.
Nella stagione successiva in Prima Divisione, la Palmese venne iscritta al girone H e gareggiò contro formazioni come il Catania, la Reggina, il Cosenza e la Salernitana, nonché contro le squadre B di Napoli e Palermo (inserite nei gironi interregionali poiché i rispettivi "direttori" non organizzarono un campionato riserve), piazzandosi al settimo posto in classifica. L'unico risultato di prestigio di quell'anno fu il pareggio 0-0 in casa contro il Catania. Inoltre, nel mese di gennaio, la Palmese affrontò in amichevole allo stadio del Littorio di Palmi la Roma e la Fiorentina, entrambe militanti in Serie A. Le due gare richiamarono sportivi anche dai centri vicini e furono un momento di festa per la città di Palmi.
Nella stagione 1934-1935 la Palmese, composta quasi esclusivamente da giovani di Palmi, vinse il girone H della Prima Divisione, ottenendo risultati di prestigio quali le vittorie in casa contro la Reggina (risultato di 7-0) e Salernitana (risultato di 3-1) e la vittoria per 4-0 a Reggio Calabria. Il primo posto nel girone, davanti alla Juventus Trapani, valse alla squadra nero-verde il diritto a partecipare alle finali per la promozione in Serie B. Inserita nel "Girone finale A" con il Taranto, le Acciaierie Falck e la Andrea Doria, la Palmese arrivò ultima rinunciando anche a disputare due incontri. La società ebbe comunque il diritto a partecipare al nuovo campionato di serie C.
Inserita nel girone D della Serie C 1935-1936, la Palmese rinunciò alla disputa del campionato prima del suo inizio venendo sostituita dal Signa. L'anno successivo però il girone della Calabria di Prima Divisione non venne disputato. Fu disputato invece nella stagione 1937-1938 e la Palmese vinse il torneo, venendo promossa nuovamente in Serie C e tornando quindi in un campionato di III livello a carattere nazionale.
Nel campionato di Serie C 1938-1939, considerato come professionistico dalla FIGC, la Palmese fu inserita nel girone H ed ottenne il settimo posto finale. Nonostante il piazzamento di metà classifica, la squadra ottenne risultati di prestigio come le vittorie in casa contro il Catania (risultato 1-0), la Reggina (5-0) ed il Messina (3-1), e la vittoria a Reggio Calabria con il punteggio di 4-2. In quella stagione, si registrò anche la prima partecipazione della società nero-verde alla Coppa Italia di I livello. Nelle qualificazioni del 3 settembre 1938, la Palmese doveva affrontare il Catania in trasferta, ma la partita non venne disputata e pertanto la società calabrese ebbe partita vinta 2-0 a tavolino e fu ammessa direttamente al tabellone principale del torneo dove, al primo turno eliminatorio, fu sconfitta in trasferta dallo Juventus Siderno per 2-0. Alla fine della stagione, la Palmese rinunciò al diritto di partecipare al torneo di Serie C 1939-1940.

### Gli anni quaranta
(Ennio Mantella, Il Littoriale, editoriale in prima pagina. 12 marzo 1941.)
Gli anni quaranta furono caratterizzati essenzialmente da inattività, dovuta allo scioglimento del club nel 1941. Nel 1945 la società venne ricostituita ed riaffiliata alla FIGC.
Nella stagione 1947-1948, la società nero-verde militò in Prima Divisione (ancora massimo campionato regionale) partecipando al girone C formato da società della Calabria meridionale. La Palmese vinse il proprio girone, venne ammessa alle finali regionali e vinse anche queste ultime ottenendo il diritto a partecipare al campionato di Promozione, la nuova categoria interregionale gestita dalla Lega Interregionale Sud.
Nella stagione 1948-1949 la Palmese partecipò al girone O del campionato di Promozione, formato da società siciliane con l'aggiunta della Gioiese, ottenendo un piazzamento di metà classifica. Anche nella stagione successiva la società nero-verde partecipò al girone O di Promozione, affrontando formazioni siciliane e la Vigor Nicastro, piazzandosi in classifica al quarto posto finale.

### Gli anni cinquanta
Nella stagione 1950-1951 la Palmese si classificò al primo posto del girone O di Promozione ed ottenne la qualificazione per le finali di Lega Interregionale Sud, con in palio l'accesso alla Serie C. Nel girone finale la società calabrese affrontò le vincenti dei gironi M ed N, rispettivamente Turris e Molfetta, piazzandosi al secondo posto che le valse la promozione in Serie C per la stagione successiva.

La Palmese 1951-1952, militante in Serie C.

L'anno seguente la Palmese tornò quindi fra i professionisti, venendo iscritta al girone D della Serie C 1951-1952 nel quale militavano anche il Bari, la Reggina, il Lecce ed il Catanzaro. Pur piazzandosi a metà classifica, la società nero-verde allenata dall'ungherese Ferenc Hirzer retrocesse in IV Serie come avvenne per tutte le società classificatesi dal quinto all'ultimo posto, in virtù della riforma dei campionati. La principale soddisfazione ottenuta dalla Palmese in quella stagione fu la vittoria, per 1-0, ottenuta in trasferta a Bari contro la squadra locale.
Nel 1952-1953 la Palmese venne iscritta al girone H del nuovo campionato interregionale di IV Serie, al quale parteciparono anche il Catanzaro e la Reggina. I nero-verdi si classificarono al terz'ultimo posto, retrocedendo in Promozione, che era divenuta in quegli anni il nuovo massimo campionato regionale.
Nel campionato di Promozione Calabria 1953-1954 la società si piazzò con un settimo posto finale. La stagione successiva di Promozione portò la società nero-verde ad un decimo posto in classifica. Nel campionato di Promozione Calabria 1955-1956 arrivò invece un miglior piazzamento, attestando la Palmese al terzo posto finale.
Nella stagione di Promozione Calabria 1956-1957 la società tirrenica arrivò al primo posto in classifica, a pari punti con il Castrovillari. Venne pertanto disputato uno spareggio allo stadio Nicola Ceravolo di Catanzaro contro la società del Pollino, e quest'ultima vinse per 2-1 venendo promossa al livello superiore. Venne lo stesso promossa al livello superiore anche la Palmese, a completamento degli organici, in quello che fu il nuovo Campionato Interregionale.
Il Campionato Interregionale 1957-1958 era suddiviso in due categorie, e la società nero-verde venne inserita in Seconda Categoria (girone H) formato da società siciliane e calabresi (tra le quali la vicina Taurianovese). La Palmese arrivò al tredicesimo posto e venne retrocessa nuovamente nel massimo campionato regionale.
Nel Campionato Dilettanti 1958-1959, il campionato regionale calabrese era formato da un unico girone nel quale la Palmese si piazzò al sesto posto finale in classifica. Il piazzamento le valse l'accesso alla nuova Prima Categoria Calabria 1959-1960. Purtroppo la società non disputò, per rinuncia, quel campionato dovendo ripartire l'anno seguente dalla categoria inferiore.

### Gli anni sessanta
L'inizio del decennio segnò probabilmente il periodo più buio della storia nero-verde. Nella stagione 1960-1961 la Palmese militò nella Seconda Categoria, secondo livello regionale ed ultimo livello del calcio italiano. Nella stagione successiva la società venne esclusa, per ragioni burocratiche, dal campionato di Prima Categoria, massimo torneo regionale. Nel campionato di Seconda Categoria 1962-1963, la Palmese venne inserita nel girone D, vincendolo ed ottenendo il ritorno in Prima Categoria.
Nel campionato di Prima Categoria Calabria 1963-1964, primo livello regionale, la Palmese venne inserita nel girone B con le formazioni della Calabria meridionale ed ottenne il secondo posto in classifica alle spalle della U.S. Pro Pellaro di Reggio Calabria e a pari punti con l'U.S. Polistena. La stagione seguente la Palmese vinse il girone B di Prima Categoria ed ottenne il diritto allo spareggio contro il Castrovillari, vincitore del girone A, per la promozione in Serie D. L'incontro, disputato a Nicastro, venne vinto per 3-2 dai nero-verdi con tripletta di Carlo Marino su tre assist di Domenico Savoia, e la Palmese venne promossa nel campionato interregionale.
Nella Serie D 1965-1966 la Palmese fu inserita nel girone F con società di Calabria, Campania e Sicilia, ed arrivò penultima in classifica a pari punti con il Locri, distanziata peraltro di una sola lunghezza dalla salvezza ottenuta dalla Folgore Castelvetrano.
Tornata quindi in un campionato a carattere regionale, la Palmese vinse nuovamente il girone B della Prima Categoria Calabria 1966-1967 staccando di un punto l'U.S. Polistena. Tra l'altro, in quel campionato, venne disputato il primo derby cittadino ufficiale della Palmese, che affrontò la Juve Palmi piazzatasi al dodicesimo posto in classifica.

Una formazione del 1968.

In Serie D nel 1967-1968, campionato minore fra i due gestiti dalla Lega Nazionale Semiprofessionisti, la Palmese ottenne il nono posto finale in classifica a pari punti con la Cantieri Navali di Palermo. Nella stagione 1968-1969 la società calabrese si piazzò al quattordicesimo posto finale e retrocedette in Prima Categoria, per la peggiore differenza reti nei confronti del Bagheria e della Folgore Castelvetrano.
Retrocessa nuovamente in campionato regionale, la Palmese concluse al terzo posto il girone B Calabria della Prima Categoria 1969-1970, a pari punti con la S.S. Roccella.

### Gli anni settanta

La Palmese del 1971-1972.

Il massimo livello regionale cambiò denominazione nel 1970-71, diventando il campionato di Promozione. La Palmese, nel girone unico della Calabria, vinse il torneo superando la Gioiese e venendo quindi nuovamente promossa in Serie D. Nel 1971 la società cambiò nome, diventando il Club Calcio Palmi.
Nel campionato interregionale di Serie D 1971-1972 la squadra nero-verde venne inserita nel girone I, dov'era l'unica calabrese su diciotto partecipanti (tutte siciliane), ed ottenne un piazzamento finale a metà classifica, cioè il nono posto. Nella stagione successiva fecero compagnia al C.C. Palmi, nel girone I, la Gioiese e la Vigor Nicastro. La società palmese, con il decimo posto finale, fu la meglio piazzata in classifica delle tre formazioni calabresi.
Nella Serie D 1973-1974 la società nero-verde retrocesse sul campo arrivando sedicesima, ma venne in seguito riammessa in Serie D per la penalizzazione di dieci punti della Società Sportiva Milazzo. In questa stagione l'unica partita degna di nota fu il pareggio esterno, per 1-1, allo Stadio Giovanni Celeste di Messina contro la compagine locale, che vinse il girone.
Nella storia del massimo campionato calabrese la società nero-verde ha disputato sei stracittadine. Il primo doppio confronto avvenne con la Juve Palmi. Nel periodo nel quale invece la società ebbe il nome di Calcio Club Palmi, affrontò per due stagioni consecutive il Football Club Vigor Palmese. Nel dettaglio i risultati furono i seguenti:
- Palmese -  Juve Palmi 2-0;[40]
- Juve Palmi -  Palmese 0-1;[41]
- F.C. Vigor Palmese -  Palmi 2-1;[42]
- Palmi -  F.C. Vigor Palmese 2-0;[43]
- F.C. Vigor Palmese -  Palmi 2-1;[44]
- Palmi -  F.C. Vigor Palmese 1-1.[45]

La riammissione alla Serie D 1974-1975 non portò fortuna al C.C. Palmi che, anche in quest'occasione, venne retrocesso sul campo piazzandosi all'ultimo posto e dando poche soddisfazioni ai propri supporter.
Il ritorno, dopo quattro stagioni, nei campionati regionali portò la società a classificarsi al settimo posto del girone unico di Promozione Calabria 1975-1976, a pari punti con la Bovalinese e l'U.S. Praia. La stagione successiva la squadra nero-verde si classificò al dodicesimo posto, ma soprattutto perse per la prima volta nella sua storia il primato calcistico cittadino. Difatti nel campionato di Promozione Calabria 1976-1977 partecipava anche il Football Club Vigor Palmese che arrivò al terzo posto in classifica. Il campionato seguente di Promozione Calabria 1977-1978 vide il C.C. Palmi nuovamente superato in classifica, e nel primato cittadino, dal F.C. Vigor (giunto quarto in graduatoria) ma soprattutto si classificò all'undicesimo posto, a pari merito con U.S. Praia ed Acri, venendo retrocesso in Prima Categoria. Il 6 agosto 1978 la società nero-verde tornò a chiamarsi con l'antico nome di Unione Sportiva Palmese.
Il campionato di Prima Categoria 1978-1979 (girone C) venne vinto dalla Palmese che, pertanto tornò, immediatamente in Promozione. Il ritorno in un campionato più consono alla storia nero-verde durò anch'esso una sola stagione. Difatti la squadra chiuse il campionato di Promozione Calabria 1979-1980 al penultimo posto e venne nuovamente retrocessa nel girone C di Prima Categoria.

### Gli anni ottanta
Il 17 agosto 1980 l'Unione Sportiva Palmese ed il Football Club Vigor Palmese si fusero adottando il nome e i colori sociali della squadra nero-verde. Durata solo una stagione la permanenza della Palmese in Prima Categoria, l'anno seguente la squadra nero-verde, guidata in panchina da Carlo Marino, vinse anche il campionato di Promozione Calabria 1981-1982 classificandosi prima davanti alla Paolana. La vittoria del torneo le consentì l'accesso al Campionato Interregionale, livello nato dal passaggio della vecchia Serie D alla Lega Nazionale Dilettanti.
Nel Campionato Interregionale 1982-1983, i nero-verdi di Mister Marino furono inseriti nel girone I, con società di Calabria e Campania, ed ottennero l'ottavo posto finale in classifica. L'anno successivo il girone I, nel quale militava la Palmese inizialmente guidata da Marino (al quale succedette Giuliano Spignese), venne formato invece da club di Calabria e Puglia e la società reggina si piazzò all'undicesimo posto finale a pari punti con il Castrovillari.
Nel Campionato Interregionale 1984-1985 la società, con Fausto Silipo in panchina, venne inserita invece nel girone L, formato nuovamente da società di Calabria e Campania, ottenendo il settimo posto finale in coabitazione con la Vibonese e restando per gran parte del torneo tra le prime posizioni.
La quarta stagione in Interregionale ebbe il reinserimento della Palmese nel girone I, che trovò la salvezza per un solo punto più ottenuto rispetto al Real Gragnano (classificandosi dodicesima a pari merito con il Savoia).
Nel Campionato Interregionale 1986-1987, girone I, la Palmese guidata dall'uruguayano Washington Cacciavillani si salvò ancora (stavolta per due punti in più rispetto al Gladiator) confermando il dodicesimo posto finale in classifica. Il Campionato Interregionale 1987-1988 fu l'ultimo dei sei consecutivi disputati dai nero-verdi. Ancora una volta inserita nel girone I, la Palmese si piazzò al penultimo posto in classifica tornando, assieme alla Vibonese arrivata ultima, nel massimo campionato regionale. Nella stagione la guida tecnica della squadra cambio cinque volte (il ritorno iniziale di Giovanni Bonetti, la bandiera nero-verde Carlo Marino, Tommaso De Petri e due volte Giovanni Marsella).

La Palmese del 1989-1990.

Il campionato di Promozione Calabria 1988-1989 era suddiviso in due gironi, e la Palmese giocò il girone B lottando fino alla fine con L'A.S. Audax Ravagnese per la vittoria finale del torneo. Arrivò seconda distanziata di tre lunghezze dalla formazione di Reggio Calabria. La stagione successiva invece fu modesta, e i nero-verdi arrivarono a metà classifica (ottavo posto).

### Gli anni novanta
Nel campionato di Promozione Calabria 1990-1991, la Palmese vinse il girone B staccando di sei punti in classifica l'U.S. Ardore e guadagnando il diritto a giocare lo spareggio con il Castrovillari (vincitore del girone A) per l'accesso al Campionato Interregionale. Lo spareggio, svolto a Lamezia Terme il 19 maggio 1991, venne vinto dai cosentini e pertanto i nero-verdi rimasero nel massimo campionato regionale, che dalla stagione successiva prese il nome di Eccellenza. Il primo campionato di Eccellenza registrò un quinto posto finale in classifica mentre la stagione 1992-1993 segnò il quarto posto in coabitazione con la S.S. Silana.
Nel campionato di Eccellenza Calabria 1993-1994 vi fu un testa a testa per la vittoria finale del torneo tra quattro formazioni: Palmese, Gioiese, A.C. Melito e Corigliano Schiavonea. Vinse il campionato la società di Gioia Tauro, per una sola lunghezza in più rispetto alla Palmese. La stagione seguente fu invece meno fortunata per i colori nero-verdi, che ottennero la salvezza nel torneo, ai danni dell'A.S. Enotria Santa Caterina, con il penultimo posto conquistato per un punto in più rispetto alla formazione di Reggio Calabria. Il campionato di Eccellenza Calabria 1995-1996 segnò invece un buon sesto posto finale in classifica, ma la stagione successiva avvenne la retrocessione della società in Promozione, con l'ultimo posto in classifica ed un distacco considerevole dalle formazioni che si salvarono.
Finale: Siderno, 21 febbraio 1998.
 U.S. San Calogero -  Palmese 0-1
Marcatore: 87' Foti.
Nel campionato di Promozione Calabria 1997-1998, girone B, la Palmese arrivò terza nella classifica finale ma il distacco con le due squadre che la precedettero, l'U.S. San Calogero ed il Comprensorio Capo Vaticano, fu molto ampio e tale da non lasciare speranze, in quella stagione, di poter prontamente tornare in Eccellenza. Quell'annata calcistica, invece, consegnò al palmarès della società nero-verde la coppa regionale. Difatti la Palmese vinse la Coppa Italia Dilettanti Calabria e accedette al tabellone principale della Coppa Italia Dilettanti. Nel girone H la società calabrese affrontò il Siracusa, ottenendo uno 0-0 in Sicilia allo stadio Nicola De Simone il 18 marzo 1998 ed una vittoria per 2-0 in casa il successivo 1 aprile. Nei quarti di finale del torneo la Palmese subì una doppia sconfitta contro lo Squinzano, per 0-4 il 15 aprile in Puglia e per 0-1 il 22 aprile a Palmi.
Nemmeno il campionato di Promozione Calabria 1998-1999 servì a riportare la Palmese nel massimo livello regionale. Infatti, nel girone B, la società della piana si classificò all'undicesimo posto finale, a pari merito con l'A.S. Bivongi.
Il ritorno in Eccellenza tardò solamente di un altro anno. La squadra nero-verde arrivò prima nel girone B della Promozione Calabria 1999-2000 a pari merito con l'A.C. Libertas Rosarno. Le due società disputarono un campionato da record, che passò alla storia del calcio calabrese. Le due squadre della piana, su trenta incontri disputati, riportano entrambe ben 25 vittorie, 4 pareggi ed 1 sconfitta, con la società nero-verde che però ebbe un migliore attacco (76 gol) ed una miglior difesa (18 reti) rispetto agli amaranto. La Palmese vinse anche, per 1-0, lo spareggio disputato a Vibo Valentia contro la formazione rosarnese, ed ottenne il ritorno in Eccellenza. In quella stagione la società disputò per la prima volta anche la Supercoppa Calabria, torneo giocato tra la vincente del campionato di Eccellenza (in questo caso l'Acri) e le vincenti dei due gironi di Promozione (Scalea, per il girone A, e Palmese). Il trofeo venne vinto dall'Acri.

### Gli anni duemila
Il nuovo millennio iniziò con una serie di campionati di Eccellenza che attestarono la squadra nero-verde sempre a metà classifica. Nella stagione 2000-2001 la Palmese si classificò all'ottavo posto finale. Risultato migliorato di una posizione, con il settimo posto a pari punti con l'A.S. Cutro, nel campionato di Eccellenza Calabria 2001-2002. La stagione 2002-2003 registrò invece un peggioramento, con il decimo posto finale in classifica, in coabitazione con l'U.S. Santa Maria di Catanzaro. Nel campionato di Eccellenza Calabria 2003-2004 la Palmese si riassestò nuovamente al settimo posto in classifica.
Il quarto posto finale nella classifica del campionato di Eccellenza Calabria 2004-2005 portò per la prima volta la Palmese a disputare i nuovi play-off regionali per la promozione al livello superiore. In semifinale i nero-verdi affrontarono il Comprensorio Capo Vaticano e, pur ottenendo un doppio 0-0 sia a Palmi che a Ricadi, vennero eliminati in quanto la squadra vibonese ebbe un risultato migliore (terzo posto) alla fine della stagione regolare.
Nel campionato di Eccellenza Calabria 2005-2006 vi fu una nuova retrocessione della Palmese in Promozione. La società della piana arrivò tredicesima nella classifica finale del torneo e venne ammessa a disputare i play-out salvezza. I nero-verdi dovettero affrontare il Corigliano Schiavonea che era arrivato quattordicesimo in classifica con un distacco dalla Palmese di addirittura dodici punti. Questa differenza nella stagione regolare non impedì ai cosentini di vincere entrambi gli scontri, 1-0 a Corigliano Calabro e 2-1 a Palmi, condannando alla retrocessione la Palmese.
In Promozione Calabria 2006-2007 girone B, la Palmese arrivò sesta in classifica generale e rimase esclusa dai play-off per la promozione in Eccellenza per un solo punto in meno ottenuto rispetto all'A.S.D. Reggiosud 2004. La vittoria del campionato non sfuggì ai nero-verdi la stagione seguente, quando arrivarono primi con 56 punti nel girone B, staccando di quattro lunghezza l'A.P.D. Brancaleone, l'A.S. Roccella e la S.S.D. Melitese, ottenendo la promozione diretta in Eccellenza. Inoltre il 2008 consegnò alla Palmese anche la sua prima Supercoppa Calabria, trofeo assegnato a Reggio Calabria tra la vincente del campionato di Eccellenza (in questo caso l'Hinterreggio) e le vincenti dei due gironi di Promozione (Palmese appunto ed A.C. Rossano).
Il ritorno della Palmese nel massimo campionato regionale registrò subito un quarto posto finale in classifica con accesso ai play-off per la promozione in Serie D. I nero-verdi affrontarono la Rossanese terza in classifica e persero sia la gara a Palmi (0-1 il 3 maggio 2009) che quella a Rossano (1-2 il 10 maggio), restando in Eccellenza.
Anche la stagione 2009-2010 portò la Palmese al quarto posto finale con accesso ai play-off per la promozione al campionato interregionale. Stavolta i pianigiani affrontarono l'Acri e dopo il 2-2 a Palmi del 1º maggio 2010, persero 1-0 ad Acri abbandonando anche stavolta ogni speranza di promozione in Serie D.

### Gli anni duemiladieci
Nel campionato di Eccellenza Calabria 2010-2011, la Palmese ottenne un piazzamento di metà classifica con il decimo posto finale e 37 punti conquistati. La stagione successiva la società nero-verde retrocesse in Promozione dopo una sconfitta subita nei play-out. Difatti il tredicesimo posto in classifica comportò alla Palmese l'obbligo di disputare uno spareggio salvezza contro lo Scalea (quattordicesimo), vinto da questi ultimi per 3-0 allo stadio Giuseppe Lopresti di Palmi.
La società ripartì nell'anno del centenario (2012) dalla Promozione Calabria girone B, giocando tutte le gare interne a Rosarno. Il centenario del club, e la presentazione della nuova squadra, furono fatte a margine di un concerto di Gigi D'Alessio, il 12 agosto. Il secondo posto finale in classifica alle spalle della Taurianovese consentì alla Palmese l'accesso ai play-off del girone B, dove vinse in semifinale contro il Bianco per 4-1 ed in finale contro la Gallicese per 3-2. Questa vittoria le diede il diritto di disputare la finale play-off intergirone contro l'Audace Rossanese, vincitrice del girone A. L'incontro, disputato a Vibo Valentia il 19 maggio 2013, fu vinto dalla Palmese per 3-0 che ottenne pertanto il ritorno in Eccellenza.
Nella stagione 2013-2014 la Palmese ebbe più soddisfazioni dalla Coppa Italia Dilettanti che dal campionato, dove ottenne un settimo posto finale in classifica. Difatti la società reggina arrivò a disputare la finale di Coppa Calabria l'8 gennaio 2014 a Lamezia Terme, perdendo ai rigore 9-8 (incontro terminato 0-0) contro l'Isola Capo Rizzuto.
(Eurosport.com)

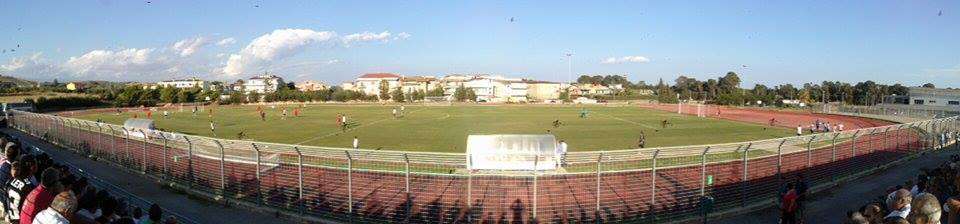
Un frangente dell'amichevole estiva col (2015).

Il campionato di Eccellenza Calabria 2014-2015 fu dominato dalla società nero-verde, dalla prima all'ultima giornata, ottenendo la promozione diretta in Serie D dopo 27 anni. La Palmese finì alla ribalta delle cronache calcistiche nazionali in quanto frantumò tutti i record, non solo della propria storia, ma dell'intera storia dei campionati di Eccellenza. In trenta turni di campionato disputati la squadra nero-verde registrò 28 vittorie, 1 pareggio ed 1 sconfitta, 85 punti conquistati su 90 disponibili, 15 vittorie su 15 partite giocate al Lo Presti, 76 gol segnati e 16 subiti (+ 60 differenza reti), 21 punti di vantaggio sulla Vibonese seconda in classifica e +26 di media inglese. Infine la Palmese ebbe la migliore media punti di tutti i campionati nazionali dalla Serie A fino all'Eccellenza. La stagione consegnò alla società anche la seconda Supercoppa Calabria della storia, disputata al Lopresti contro le vincenti dei due gironi di Promozione (Trebisacce e Cittanovese).
Al ritorno in Serie D nella stagione 2015-2016, a ventisette anni di distanza dall'ultima partecipazione ad un campionato interregionale, la Palmese iniziò il campionato con ottimi risultati (giocando le partite casalinghe allo stadio San Giorgio causa lavori di ristrutturazione dello stadio Giuseppe Lopresti), per poi rimanere invischiata in zona retrocessione ed ottenere la salvezza ai play-out grazie alla vittoria per 3-1 in casa del Marsala, classificato quindicesimo e con quattro punti in classifica in più dei nero-verdi. Nella stagione seguente, sempre nel girone I, la magica ultracentenaria concluse il campionato classificandosi al sesto posto in classifica, mentre, nella stagione 2017-2018, si piazzò al quattordicesimo posto. Disputò i play-out salvezza con l'Ebolitana, arrivata quindicesima a sette punti di distacco dai pianigiani. Nello scontro diretto, giocato a Palmi, i calabresi si imposero sui campani per 3-0 ottenendo la salvezza. Nella stagione 2018-2019, gli uomini guidati da mister Franceschini, riuscirono ad ottenere una miracolosa salvezza, classificandosi al settimo posto.
L'ultima stagione nel massimo campionato dilettantistico della serie, si rivelò essere, per i pianigiani, la seguente...la 2019-2020, infatti, dopo 5 anni di fila, la ultracentenaria retrocesse a seguito della chiusura anticipata del campionato causa coronavirus, al momento del congelamento della classifica si trovava all'ultimo posto.

## Colori e simboli

### Colori
I colori della maglia dell'Unione Sportiva Palmese 1912 sono il nero e il verde, attualmente alternati a strisce verticali di egual misura. I calzoncini sono tradizionalmente di colore nero e i calzettoni di colore verde. Le maglie con strisce nere e verdi alternate sono apparse essenzialmente negli ultimi tempi, in quanto nei primi decenni di vita del club i giocatori indossavano delle divise completamente verdi, con i bordi neri. 
| 1934-1935      | 1952-1953           | anni 60 e 70     | 1964-1977        | 2005-06          | 2006-08               | 2008-12 | 2012-14 |
| 2014-15 (casa) | 2014-15 (trasferta) | 2017-2018 (casa) | 2018-2019 (casa) | 2019-2020 (casa) | 2019-2020 (trasferta) |         |         |

### Simboli ufficiali

#### Stemma
L'emblema ufficiale dell'Unione Sportiva Palmese 1912 è composto da un ovale, con bordi nero e bianco, recante al suo interno la scritta "U.S. PALMESE" in bianco con sottolineatura gialla e con quattro strisce nere e tre verdi alternate sullo sfondo dell'ovale stessa. In basso all'ovale completa l'emblema uno scudo verde con all'interno una palma bianca. Questo simbolo è stato adottato nel 2012, con l'avvento di Giuseppe Carbone alla presidenza del club. L'emblema storico della Palmese è invece un ovale con base bianca recante al suo interno una palma colorata con un omino, sul lato destro sotto la palma, raffigurante un calciatore con i colori sociali.

#### Inno
(Ritornello dell'inno ufficiale.)
L'inno ufficiale dell'Unione Sportiva Palmese 1912, inserito su YouTube, è scritto e cantato da Gianni Penna.

## Strutture

### Stadio

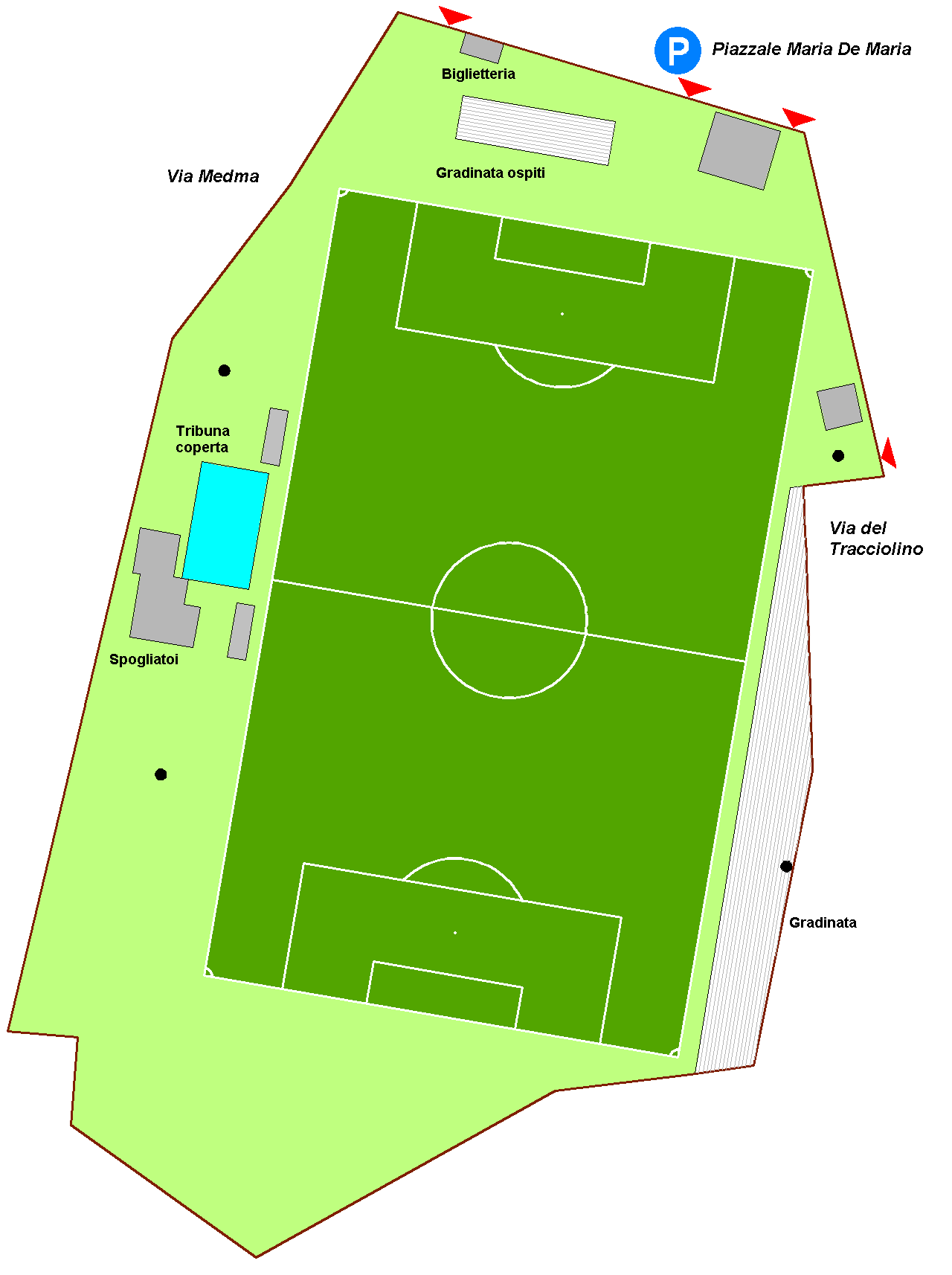
Schema dello Stadio Giuseppe Lopresti.

L'Unione Sportiva Palmese attualmente disputa le gare casalinghe nello stadio Giuseppe Lopresti, avente una capienza di 1.500 spettatori.
Nei primi venti anni di vita della società, in città non vi erano impianti dedicati esclusivamente al gioco del calcio e, pertanto, per disputare gli incontri vennero utilizzati i grandi spiazzi esistenti all'interno di ogni reticolato urbano, oppure delle grandi aree poste in zone di periferia. Comunque l'area più idonea sembrò quella della piazza Vittorio Emanuele ed il piazzale sottostante il cimitero. In questi luoghi si disputarono importanti incontri amichevoli ed ufficiosi. Tra l'altro, all'inizio degli anni venti, per breve durata venne usato per disputare gare di calcio anche lo spiazzo corrispondente alla piazza Maria Cristina, di fronte alla chiesa Madre.
Nel 1932 venne realizzato l'attuale stadio Giuseppe Lopresti e, da allora, salvo sporadici incontri disputati nello stadio di rugby San Giorgio, l'impianto è sempre stato la "casa" della prima squadra.
Fanno però eccezione la stagione 2012-2013 nella quale la Palmese ha disputato le proprie gare interne di campionato nello stadio Giovanni Paolo II di Rosarno, e la stagione 2015-2016, iniziata con l'impianto di San Giorgio quale stadio casalingo. In entrambe le stagioni il cambiamento fu dettato dall'inagibilità del Lopresti.
L'impianto di San Giorgio, chiamato popolarmente "campo da rugby" poiché inizialmente realizzato per la pratica di questo sport, fu ideato verso la fine degli anni ottanta. Difatti la sua costruzione venne approvata dal consiglio comunale di Palmi il 22 giugno 1989. L'opera, progettata dall'architetto Saverio Saffioti, venne interamente finanziata dallo stato e completatata nel 1995, per poi essere ristrutturata nel 2013. Il complesso sportivo San Giorgio, che ha una superficie totale di 40.000 metri quadri, dispone di un campo da gioco principale in erba naturale, di una tribuna centrale da 1.000 posti, spogliatoi, biglietteria ed uffici. Inoltre vi è un secondo rettangolo di gioco anch'esso in erba naturale. Entrambi i terreni dispongono di impianto di illuminazione artificiale e di sistema di irrigazione.

### Centro di allenamento
L'Unione Sportiva Palmese svolge le sue sedute di allenamento presso lo stadio Giuseppe Lopresti, sede degli incontri casalinghi. Per un periodo un breve periodo è stato utilizzato, come centro di allenamento, lo stadio San Giorgio.

## Società

### Organigramma societario
Organigramma aggiornato al 23 ottobre 2020
- Francesco Managò - Presidente
- Giovanni Cutrì - Vicepresidente
- Franco Leonello - Direttore sportivo
- Salvatore Bartuccio - Direttore generale
- Enzo De Francia - Direttore area tecnica
- Rocco Randazzo - Tesoriere
- Rocco Ranieri - Segreteria
- Mommo Pirrottina - Logistica e sicurezza
- Enzo Bombardieri - Logistica e sicurezza
- Vincenzo Squadriti - Dirigente
- Pasquale Papasergio - Dirigente
- Cosimo Tripodi - Dirigente
- Valerio Managò - Responsabile settore giovanile
- Rocco Filippone - Responsabile Comunicazione
- Antonino Gagliostro - Dirigente Accompagnatore
- Gabriel Stanca - Responsabile e gestore stadio
- Giuseppe Crucitti - Allenatore
- ? - Vice Allenatore
- Francesco Arena - Preparatore dei portieri
- Michelangelo Ienco - Preparatore Fisico
- Luigi Pititto - Massaggiatore
- Giovanni Piccolo - Medico Sociale

### Sponsor
| Cronologia degli sponsor tecnici - 1984-1985 NR - 1985-1989 ... - 1989-1990 NR - 1990-2003 ... - 2003-2004 Legea - 2004-2007 ... - 2007-2008 Legea - 2008-2009 ... - 2009-2011 Macron - 2011-2012 Ennedue - 2012-2014 Legea - 2014-2015 Joma - 2015-2016 Kappa - 2016-2017 Ready - 2017-2018 Givova - 2018-2019 Erreà - 2019-2020 Vuelle3 - 2020-2021 Onze - 2021-2022 Evol | Cronologia degli sponsor ufficiali - 1984-1985 Pomod'or - 1985-1989 ... - 1989-1990 nessuno sponsor - 1990-1999 ... - 1999-2000 Medil Palmi - 2000-2003 ... - 2003-2004 Città di Palmi - 2004-2005 ... - 2005-2010 Specialmangimi Galtieri - 2010-2011 Palmi Sidis - 2011-2012 Piana Palmi Multiservizi - 2012-2014 Famiglia Italiana - 2014-2015 L'Opera - 2015-2016 Conad - Stocco&Stocco - 2016-2017 Conad - 2017-2018 non presente - 2018-2019 Colajacomo & Partners - 2019-2020 non presente - 2020-2021 Regis Motors - 2021-2022 E-Pay24 |

### Impegno nel sociale
Nel 2012 l'Unione Sportiva Palmese ha creato un progetto dal nome "mettersi in gioco", con il quale ha avvicinato al mondo dello sport gli ospiti del centro diurno di volontario "Presenza" di Palmi. Sempre nello stesso anno, la società nero-verde ha organizzato un incontro di calcio amichevole tra i giovani palmesi ed alcuni giovani egiziani partecipanti al progetto formativo "Pitagora Mundus". Il progetto nacque da un accordo fra Italia e Egitto. A Palmi arrivano 40 studenti egiziani, ospiti del convitto dell'Istituto Tecnico Agrario "Luigi Ferraris". L'evento sportivo fu valutato come un «veicolo d'integrazione» fra giovani di diversa cultura.
Nel 2014 la Palmese ha aderito, assieme ad associazioni locali, alla quinta edizione dell'evento "Regaliamo 1 sorriso", con il quale sono stati donati dei giocattoli ai bambini meno fortunati, in occasione delle festività natalizie.

### Settore giovanile
Il settore giovanile dell'Unione Sportiva Palmese gode dell'ufficialità da parte della FIGC quale «scuola calcio riconosciuta» ed è composto dalle categorie Juniores, Allievi e Giovanissimi. Per potenziare il settore giovanile nero-verde, nel 2014 la Palmese ha confluito nei propri quadri societari la Vigor Palmi 2004, società che si occupava con discreti successi del calcio giovanile cittadino.

## La Palmese nella cultura di massa
L'attaccamento tra la città di Palmi e la sua principale squadra di calcio è stato oggetto, nel 2016, di un articolo pubblicato dal quotidiano economico nazionale Il Sole 24 Ore. La testata ha evidenziato come la Palmese fosse stata in assoluto la prima società sportiva in Italia, nel 2014, per donazioni ricevute tramite il cinque per mille. Su una popolazione di circa 19.000 abitanti ed 11.000 contribuenti, la società nero-verde è stata scelta da oltre 4.000 cittadini, per un importo superiore agli 80.000 euro.
Nel 2025 la Palmese è protagonista di un film diretto dai Manetti Bros., presentato in anteprima alla Festa del Cinema di Roma 2024 e prodotto da Momprecem con la partecipazione di Rai Cinema e Calabria Film Commission, nel quale don Vincenzo, un immaginario pensionato di Palmi, interpretato da Rocco Papaleo, si rende promotore dell'idea di far acquistare alla Palmese il calciatore francese Etienne Morville, astro nascente del calcio mondiale che gioca in Serie A, attraverso una raccolta fondi tra i cittadini palmesi.

## Allenatori e presidenti
- 1912-1938 ...
- 1938-1939  Giovanni Vecchina
- 1939-1950 ...
- 1950-1951  Aldo Dapas
- 1951-1952  Ferenc Hirzer
- 1952-1953  Ferenc Hirzer[105]
- 1953-1966 ...
- 1966-1967  Dante Lacorata[106]
 Benigno De Grandi[106]
- 1967-1971 ...
- 1971-1972  Ettore Recagni
- 1972-1973  Luigi Soffrido
- 1973-1974  Ettore Recagni
- 1975-1979 ...
- 1979-1980  Antonino Amante[107]
 Carlo Marino[108]
- 1980-1981  Nino Penna[109]
 Antonino Amante[110]
- 1981-1982  Carlo Marino[111]
- 1982-1983  Carlo Marino[112]
- 1983-1984  Carlo Marino[113]
 Giuliano Spignese[114]
- 1984-1985  Fausto Silipo[115]
- 1985-1986  Dante Pagni[116]
 Franco Cittadino[117]
 Giovanni Bonetti[118]
- 1986-1987  Washington Cacciavillani[119]
- 1987-1988  Giovanni Bonetti[120]
 Carlo Marino[121]
 Giovanni Marsella[122]
 Giovanni Marsella/Tommaso De Petri[123]
 Giovanni Marsella[124]
- 1988-1989  Giuseppe Beccaria[125]
- 1989 ...
- 1990-1991  Salvatore Surace
- 1992-1996 ...
- 1997-1998   Salvatore Surace
- 1999-2002 ...
- 2003-2004  Enzo Musumeci
- 2004-2005  Enzo Musumeci
 Pasquale Casciano
- 2005-2006  Pasquale Casciano
 Carmelo Miceli
 Giuseppe Fornaciari
- 2006-2007  Antonio Latella[126]
- 2007-2008  Antonio Latella[92]
 Roberto Crocitta[127]
- 2008-2009  Giuseppe Carella[128]
- 2009-2010  Mario Dal Torrione[129]
- 2010-2011  Giuseppe Perna[130]
- 2011-2012  Mario Dal Torrione[131]
 Giuseppe Giovinazzo[132]
- 2012-2013  Giuseppe Perna[133]
 Claudio Morelli[134]
- 2013-2014  Marco Colle[135]
 Franco Viola[136]
 Marco Colle[136]
 Francesco Iannello[137]
- 2014-2015  Rosario Salerno[138]
- 2015-2016  Rosario Salerno
 Mario Dal Torrione
- 2016-2017  Mario Dal Torrione
- 2017-2018  Alessandro Pellicori[139]
 Mario Dal Torrione
 Alessandro Pellicori
- 2018-2019  Ivan Franceschini[140]
- 2019-2020  Mario Dal Torrione
 Antonio Venuto
 Natale Iannì
- 2020-2021  Antonio Germano
 Davide Visciglia
 Antonio Germano
- 2021-2022  Giuseppe Crucitti

- 1912-2002 ...
- 2002-2006  Carmelo Fiorino
- 2006-2007  Nuccio Buda
- 2007-2008  Domenico La Capria[141]
- 2008-2009  Beniamino Caristi[142]
- 2009-2012  Giancarlo Oliveri[143][144][145]
- 2012-2018  Giuseppe Carbone[146]
- 2018  Vincenzo Longo[147]
- 2018-2019  dott. Domenico Larizza (Amministratore Giudiziario)
- 2019-2021  Rocco Simone
- 2021  Dott. Rocco Simone (copresidente - Saverio De Benedictis)

- 2021-2022  Francesco Sergi
- 2022-  Dott. Francesco Managò

## Calciatori
(Ennio Mantella, Il Littoriale, editoriale in prima pagina. 14 aprile 1940.)

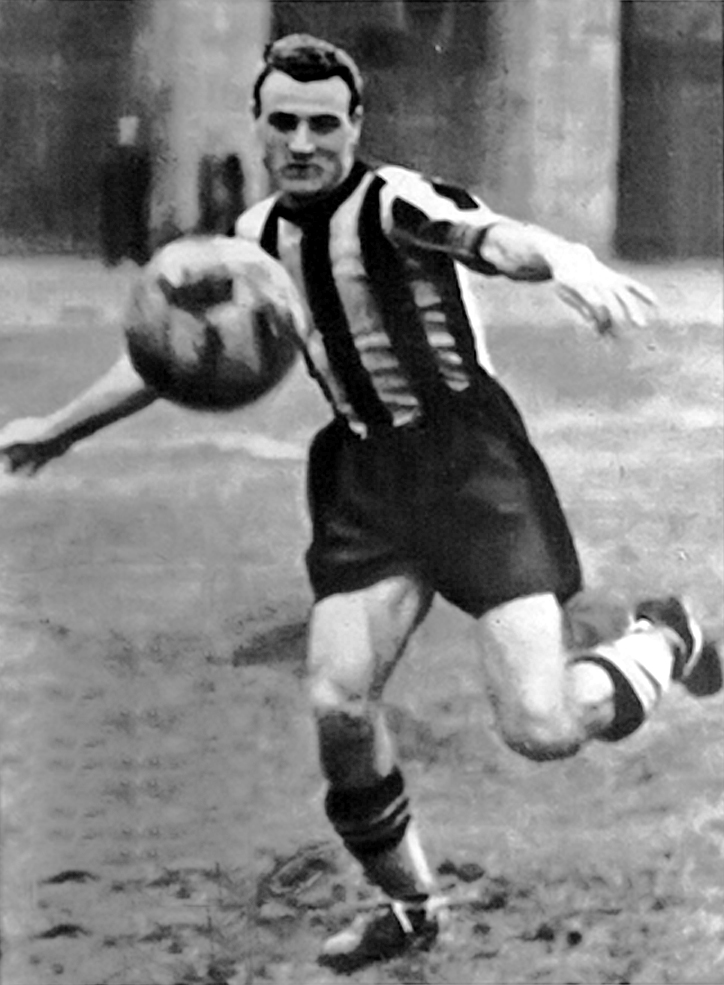
Il difensore Carmelo Buonocore, militante nella Palmese stagione 1933-1934.

Negli anni trenta la Palmese tesserò alcuni calciatori di fama nazionale, che disputarono nella loro carriera anche gare ufficiali di serie A. Di questi, nella stagione 1933-1934 giocò a Palmi il difensore Carmelo Buonocore mentre l'anno successivo vi giocarono l'attaccante Francesco Orzan, il terzino Franco Pincelli ed il portiere Porthus Silingardi. Nella stagione di Serie C 1938-1939 militarono in nero-verde i centrocampisti Mario Magotti, Pasquale Morisco, Ugo Terzani, Vincenzo Volpe e l'attaccante Giovanni Vecchina. Mario Semoli invece disputò gare con la Palmese nella stagione 1950-1951. Da segnalare che negli anni sessanta indossò la casacca nero-verde, come giocatore, anche l'allenatore di serie A Franco Scoglio. Scoglio fu conosciuto a livello nazionale come il "professore", poiché laureato in pedagogia e, infatti, in quegli anni insegnava educazione fisica nell'Istituto tecnico Agrario di Palmi.

### La Palmese e le nazionali di calcio
Nessun tesserato dell'Unione Sportiva Palmese 1912 ha mai militato in una nazionale di calcio. Va segnalato però che il calciatore Giovanni Vecchina, quando venne tesserato dalla Palmese, aveva già disputato 2 incontri con la maglia della Nazionale italiana di calcio (nel 1928 e nel 1931).

## Palmarès

### Competizioni interregionali
- Prima Divisione: 1

1934-35
- Promozione: 1

1950-1951

### Competizioni regionali
La Palmese ha vinto nella sua storia i seguenti massimi campionati regionali calabresi:
- Eccellenza: 1

2014-2015
- Prima Divisione: 2

1937-1938, 1947-1948
- Seconda Divisione: 1

1932-1933
- Promozione: 2

1970-71, 1981-1982
- Prima Categoria: 2

1964-65, 1966-67
Inoltre la Palmese ha vinto i seguenti campionati cadetti regionali:
- Promozione: 2

1999-2000, 2007-2008
- Prima Categoria: 2

1978-1979, 1980-1981
- Seconda Categoria: 2

1960-1961, 1962-1963
Le coppe ufficiali regionali nel palmarès della Palmese sono le seguenti:
- Trofeo Calabria: 1

1966-1967
- Coppa Italia Dilettanti Calabria: 1

1997-1998
- Supercoppa Calabria: 2

2008, 2015

## Statistiche e record

### Partecipazione ai campionati nazionali
| Livello | Categoria                           | Partecipazioni | Debutto   | Ultima stagione | Totale |
| ------- | ----------------------------------- | -------------- | --------- | --------------- | ------ |
| 3°      | Prima Divisione                     | 2              | 1933-1934 | 1934-1935       | 4      |
| 3°      | Serie C                             | 2              | 1938-1939 | 1951-1952       | 4      |
| 4°      | Promozione                          | 3              | 1948-1949 | 1950-1951       | 16     |
| 4°      | IV Serie                            | 1              | 1952-1953 | 1952-1953       | 16     |
| 4°      | Serie D                             | 12             | 1965-1966 | 2019-2020       | 16     |
| 5°      | Campionato Interregionale - 2ª Cat. | 1              | 1957-1958 | 1957-1958       | 7      |
| 5°      | Campionato Interregionale           | 6              | 1982-1983 | 1987-1988       | 7      |

### Partecipazione alle coppe nazionali
| Torneo                                   | Partecipazioni | Debutto   | Ultima stagione | Totale |
| ---------------------------------------- | -------------- | --------- | --------------- | ------ |
| Coppa Italia                             | 1              | 1938-1939 | 1938-1939       | 1      |
| Coppa Italia Serie D                     | 5              | 2015-2016 | 2019-2020       | 5      |
| Coppa Italia Dilettanti (fase nazionale) | 12             | 1969-1970 | 1997-1998       | 12     |

### Statistiche di squadra
L'Unione Sportiva Palmese 1912, con i suoi quattro campionati di III livello disputati si attesta come settima società del calcio calabrese, per traguardi raggiunti, dopo Reggina, Catanzaro, Cosenza, Crotone, Rende e Vibonese.
Inoltre, con le suddette società e la Juventus Siderno, la Palmese è uno dei sette club calabresi che hanno partecipato nella loro storia alla Coppa Italia.
Con ventitre campionati disputati, la Palmese è quarta anche nella graduatoria dei club calabresi che hanno preso parte più volte al massimo campionato dilettantistico, la Serie D, preceduta soltanto da Vigor Lamezia, Castrovillari e la già citata Vibonese.

## Tifoseria

### Storia
Il primo gruppo storico di ultras della Palmese è il "Boys Palmi 78", nato verso la fine degli anni ottanta. Altri gruppi organizzati di supporter nero-verdi sono il "Gruppo Totalitario 1993", "Nuova Guardia 23" e "Rione Pille" .

### Gemellaggi e rivalità
I gemellaggi più importanti della tifoseria palmese sono quelli con i tifosi dell'Isola Capo Rizzuto e della Paolana. Il gemellaggio con questi ultimi, tra i "Boys Palmi 78" e i "Fedayn Paola", risale al 1987. Un'altra amicizia lega i supporters nero-verdi a quelli dello Scalea. Un'ulteriore amicizia vi è anche con gli ultras dell'Agropoli (dalla stagione di Serie D 2015-2016).
Rapporti di rispetto reciproco anche con la tifoseria del Siderno (per via delle comuni avversitá nei confronti dei rivali locresi) e con quella della Rossanese.
La rivalità più accesa della tifoseria palmese è senza dubbio quella con la tifoseria della Gioiese, dettata dalla più generale rivalità tra le città di Palmi e Gioia Tauro, principali centri della piana, peraltro distanti tra di loro solamente 8 km. Per questo l'incontro di calcio Palmese-Gioiese è definito il derby della Piana e, per entrambe le tifoserie, è la partita che vale una stagione.
Piuttosto sentita è anche la rivalità con la tifoseria del Sambiase (dovuta soprattutto al gemellaggio di lunga data che legava i giallorossi ai rivali gioiesi).
Altre rivalità minori della tifoseria palmese sono con i corregionali del Crotone, della Vibonese, del Locri, del Castrovillari, del Corigliano, dell'Acri, del Cittanova e del Rosarno.
Molto particolare è stato, nella stagione di Serie D 2015-2016, il rapporto tra la tifoseria palmese e i supporter della Reggina, in quello che è stato ridefinito come il "derby della Provincia di Reggio Calabria". Nei due incontri ufficiali le due tifoserie hanno dimostrato un rapporto di amicizia prima e dopo l'incontro, ma allo stesso tempo di rivalità (con tanto di reciproci cori ingiuriosi) durante le fasi di gioco.